# سيرجي ليبيديف
سيرجي ليبيديف (بالإنجليزية: Sergey Lebedev)‏ (و. 1948 – م) هو دبلوماسي، وسياسي، وعسكري، من الاتحاد السوفيتي، ولد في جيزك.

## التعليم
تعلم في الأكاديمية الدبلوماسية التابعة لوزارة الخارجية الروسية.

## جوائز
حصل على جوائز منها:
- نيشان الاستحقاق الوطني في روسيا من الدرجة الرابعة
- وسام ألكسندر نيفسكي.